# Spółgłoska nosowa dziąsłowa dźwięczna
Spółgłoska nosowa dziąsłowa – rodzaj dźwięku spółgłoskowego występujący w językach naturalnych. W międzynarodowej transkrypcji fonetycznej IPA oznaczanej symbolem: [n].

## Artykulacja

### Opis
W czasie artykulacji podstawowego wariantu [n]:
- modulowany jest prąd powietrza wydychanego z płuc, czyli jest to spółgłoska płucna egresywna;
- chociaż dochodzi do zablokowania przepływu powietrza przez tor ustny jamę ustną, podniebienie miękkie jest opuszczone i powietrze uchodzi przez nos – jest to więc spółgłoska nosowa;
- prąd powietrza w jamie ustnej przepływa ponad całym językiem lub przynajmniej powietrze uchodzi wzdłuż środkowej linii języka – jest to więc spółgłoska środkowa;
- język kontaktuje się z dziąsłami, tworząc tzw. zwarcie – jest to spółgłoska dziąsłowa;
- wiązadła głosowe periodycznie drgają, spółgłoska ta jest dźwięczna[1].

### Warianty
Głoska ta może być wymawiana z udziałem zębów zamiast dziąseł – powstaje wtedy dźwięk: [n̪].
Ponadto spółgłoska ta może występować w różnych wariantach:
- wzniesienie środkowej części grzbietu języka w stronę podniebienia twardego, mowa wtedy o spółgłosce zmiękczonej (spalatalizowanej): [nʲ];
- wzniesienie tylnej części grzbietu języka w kierunku podniebienia tylnego, mowa o spółgłosce welaryzowanej: [nˠ];
- przewężenie w gardle, mowa o spółgłosce faryngalizowanej spółgłosce: [nˤ];
- zaokrąglenie warg, mowa wtedy o labializowanej spółgłosce [nʷ][1].

## Przykłady
Przykłady w wybranych językach:

### Wariant zębowy
| Język       | Język       | Słowo     | IPA         | Znaczenie    | Uwagi                                          |
| ----------- | ----------- | --------- | ----------- | ------------ | ---------------------------------------------- |
| białoruski  | białoruski  | новы      | [ˈn̪ovɨ]     | 'nowy'       |                                                |
| francuski   | francuski   | connexion | [kɔn̻ɛksjɔ̃]  | 'powiązanie' |                                                |
| grecki      | grecki      | άνθος     | [ˈɐn̪θo̞s]    | 'kwiat'      | Wariant głoski /n/.                            |
| polski      | polski      | nos       | [n̪ɔs̪]       | –            |                                                |
| portugalski | portugalski | narina    | [n̻ɐˈɾin̻ɐ]   | 'nozdrze'    |                                                |
| ukraiński   | ukraiński   | наш       | [n̪ɑʃ]       | 'nasz'       |                                                |
| węgierski   | węgierski   | nagyi     | [ˈn̪ɒɟi]     | 'babcia'     |                                                |
| włoski      | włoski      | cantare   | [kän̪ˈt̪äːre] | 'śpiewać'    | Wariant głoski /n/ przed /t, d, s, z, t͡s, d͡z/. |

### Wariant dziąsłowy
| Język      | Słowo         | IPA       | Znaczenie     | Uwagi                              |
| ---------- | ------------- | --------- | ------------- | ---------------------------------- |
| kataloński | nou           | [ˈnɔw]    | 'nowy'        |                                    |
| gruziński  | კანი          | [ˈkʼɑni]  | 'skóra'       |                                    |
| hawajski   | naka          | [naka]    | 'wstrząsnąć'  |                                    |
| włoski     | nano          | [ˈnäːno]  | 'karzeł'      |                                    |
| japoński   | 反対 (hantai) | [hantai]  | 'naprzeciwko' |                                    |
| polski     | poncz         | [ˈpɔn̥t͡ʂ]  | –             | Wariant głoski /n/ przed /t͡ʂ, d͡ʐ/. |
| hiszpański | nada          | [ˈnäð̞ä]   | 'nic'         |                                    |
| purepecha  | karani        | [kaˈɾani] | 'pisać'       |                                    |